# Tendone (viticoltura)
Il tendone è un sistema di allevamento espanso della vite simile alla pergola, diffuso principalmente nel centro-sud Italia principalmente per la produzione di uva da tavola.

## Descrizione
Il sistema a tendone è stato inventato da un cittadino di Noicattaro, tale Vito Dipierro, nel 1922, diffondendosi come forma di coltura della vite nell'intero meridione.
È caratterizzato da sostegni lignei infissi nel terreno a quadrato e collegati tra loro con fili metallici a formare delle campate di altezza variabile fra i centottanta e i duecentoventi centimetri, al fianco dei quali si fa crescere il fusto della vite e la relativa vegetazione.
Questa modalità di coltura annovera numerosi vantaggi tra i quali la possibilità di attraversamento e di passaggio tra le piante, la protezione dei grappoli dall'esposizione diretta ai raggi del sole e la facilità di raggiungimento del prodotto per eventuali trattamenti.